# Videójáték-tervező
A videójáték-tervező az a szakember, aki a játék alapvető koncepcióját, mechanikáit és élményét formálja meg. Ő határozza meg a játékmenet szabályait, a karakterek képességeit, a pályák felépítését és a narratív ívet.

## Főbb feladatok
- Játékmenet-terv készítése: részletes dokumentáció (Game Design Document) a mechanikák, szabályok és rendszerek leírásával
- Mechanikatervezés: karakter- és objektuminterakciók, harci és gazdasági rendszerek kidolgozása
- Pályatervezés (level design): szintek, küldetések és környezetek megalkotása
- Narratív tervezés: történetszálak, dialógusok és karakterfejlődés kialakítása
- Prototípus-fejlesztés és tesztelés: kezdeti demók elkészítése és játékosokkal végzett tesztek szervezése
- Együttműködés: folyamatos konzultáció programozókkal, művészekkel, hangtervezőkkel és tesztelőkkel

## Szükséges készségek és eszközök
- Erős problémamegoldó képesség és kreativitás
- Jól strukturált íráskészség a dokumentációhoz
- Alapismeretek a játékfejlesztő motorokban (pl. Unity, Unreal Engine)
- Játékelmélet és pszichológiai ismeretek a játékos viselkedés megértéséhez

## Karrierút
1. Junior designer / Level Designer – belépő pozíció, konkrét pályák és kisebb mechanikák tervezése
2. Game Designer – teljes játékmeneti rendszerek kidolgozása és dokumentálása
3. Lead Designer – tervezői csapat vezetése, a játék alapvető irányvonalának meghatározása
4. Creative Director / Design VP – kreatív vízió kialakítása és hosszú távú stratégiai tervezés

## Példák kiemelkedő tervezőkre
- Mijamoto Sigeru (Super Mario, The Legend of Zelda)
- Sid Meier (Civilization )
- Kodzsima Hideo (Metal Gear Solid)
- Amy Hennig (Uncharted )